# 玉簪薹草
玉簪薹草（学名：Carex globularis）是莎草科薹草属的植物。分布在俄罗斯和个些欧洲国家、日本、朝鲜以及中国大陆的吉林、内蒙古、黑龙江等地，生长于海拔200米至750米的地区，一般生长在林下湿地、山坡草地和沼泽地，目前尚未由人工引种栽培。